# Belafonte at Carnegie Hall
Belafonte at Carnegie Hall è un album dal vivo di Harry Belafonte, pubblicato su nel 1959 su etichetta RCA (in Italia RCA Italiana).

## L'album
Piuttosto insolito nel panorama musicale del tempo (quando quasi esclusivamente le commedie musicali venivano registrate e pubblicate dal vivo), il disco fu sicuramente il primo live ad avere un successo enorme; rimase in classifica per ben 168 settimane, confermando una caratteristica del cantante caraibico, quella cioè di aver maggior successo con gli album che con i singoli.
Registrato in due concerti con l'identica scaletta, il 19 e il 20 aprile 1959, nel famoso teatro di New York, venne pubblicato nell'ottobre dello stesso anno in 2 dischi, suddivisi in 3 sezioni: “Moods of the American Negro”, “In the Caribbean” e “Around the World”.
L'orchestra era diretta da Robert Corman; suonavano con Belafonte Millard Thomas (alla chitarra), Raphael Boguslav (chitarra), Danny Barrajanos (congas, bongos e voce) e Norman Keenan (basso)

## Lista tracce - edizione originale
DISCO 1
PARTE 1: "MOODS OF THE AMERICAN NEGRO"
LATO A
1. "Introduction/Darlin' Cora"
2. "Sylvie"
3. "Cotton Fields"
4. "John Henry"
5. "Take My Mother Home"

LATO B
1. "The Marching Saints"

PARTE 2: "IN THE CARIBBEAN"
1. "The Banana Boat Song (Day-O)"
2. "Jamaica Farewell"
3. "Man Piaba"
4. "All My Trials"

DISCO 2
LATO A
1. "Mama Look a Boo Boo"
2. "Come Back Liza"
3. "Man Smart (Woman Smarter)"

PARTE 3: "ROUND THE WORLD"
1. "Hava Nageela"
2. "Danny Boy"
3. "Merci Bon Dieu"

LATO B
1. "Cucurrucucu Paloma"
2. "Shenandoah"
3. "Matilda"

Le canzoni scritte in grassetto sono quelle non inserite nella ristampa in cd

## Lista tracce - ristampa in cd
Nella ristampa su CD è stato cambiato l'ordine dei brani; inoltre sono state escluse alcune canzoni.
1. Introduction / Darlin' Cora (3:59)
2. Sylvie (4:54)
3. Cotton Fields (4:18)
4. John Henry (5:11)
5. The Marching Saints (2:50)
6. The Banana Boat Song (Day-O) (3:40)
7. Jamaica Farewell (5:10)
8. Mama Look A Boo Boo (5:24)
9. Come Back Liza (3:06)
10. Man Smart (Woman Smarter) (4:23)
11. Hava Nageela (4:03)
12. Danny Boy (5:21)
13. Cucurrucucu Paloma (3:50)
14. Shenandoah (3:48)
15. Matilda (11:27)